# راندي جراف
راندي جراف (بالإنجليزية: Randy Graf)‏ هو سياسي أمريكي، ولد في 1957. حزبياً، نشط في الحزب الجمهوري. وقد انتخب عضو مجلس نواب أريزونا.